# Второй бой в заливе Сирт
Второй бой в заливе Сирт (англ. Second Battle of Sirte, итал. Seconda battaglia della Sirte) — морское сражение, состоявшееся 22 марта 1942 года между королевским военно-морским флотом Великобритании под командованием Филипа Виана и военно-морским флотом Италии под командованием Анджело Иачино в заливе Сидра.
Вторая морская битва в северной части залива Сидра произошла, когда британский конвой на Мальту подвергся атаке превосходящих сил итальянского флота во главе с адмиралом Анджело Иачино. Британский конвой состоял из 4-х транспортных судов, которые эскортировали 4 легких крейсера, 1 крейсер ПВО и 17 эсминцев. В распоряжении итальянских сил был линкор, 2 тяжелых крейсера, 1 легкий крейсер и 8 эскадренных миноносцев. Несмотря на начальный успех британских сил, которые отбили первое нападение противника, бой задержал прибытие конвоя к месту назначения. В результате итальянцы организовали нападение своей авиации и подвергли массированной атаке корабли британского конвоя. Все 4 транспорта и 1 эсминец были потоплены.
После боя итальянские корабли (несмотря на отсутствие серьезных потерь) отступили, и страны Оси отказались в конечном счёте от десанта на Мальту. В этом смысле вторая битва имела огромное — для дальнейшего хода войны в бассейне Средиземного моря — значение. Возможное завоевание Мальты войсками Оси сделало бы невозможным проведение конвоев между Гибралтаром и Александрией, и облегчило бы силам Роммеля поход на завоевание Египта и прорыв на нефтяные поля Ближнего Востока.